# Das Kind der Sühne
Das Kind der Sühne ist eine Novelle des österreichischen Schriftstellers Karl Emil Franzos, die 1872 entstand und 1876 in der Sammlung Die Juden von Barnow bei Duncker & Humblot in Leipzig erschien.
Diese Geschichte verläuft in dem podolischen Städtchen Barnow um die Mitte des 19. Jahrhunderts über drei Jahrzehnte hinweg.

## Vorgeschichte
1831 überzieht eine Choleraepidemie das Land. In ihrer Not bitten die Barnower Juden den Rabbi von Sadagóra um Beistand. Der geschäftstüchtige Wundermann sagt: „Ihr alle habt Gott beleidigt, ihr alle müßt Buße tun“ und hat ein Mittel parat. Die Gemeinde muss mehrere mittellose Paare ausstatten und als Opfer für den erzürnten Gott auf dem Friedhof verheiraten.
1848 während der nächsten Epidemie erinnern sich die Barnower jenes Patentrezepts von vor siebzehn Jahren. Unter den armen Paaren, die nun zwischen den frischen Gräbern getraut werden, finden sich der Totengräber Nathan Goldstein und die blutarme Miriam Roth, Magd beim Gemeindevorsteher. Das Paar bekommt zwei Kinder. Die sterben nacheinander. 
1859 streicht oben genannter Würgeengel wieder übers Land. Miriam Goldstein ist schwanger und bringt Lea Goldstein zur Welt. Nathan Goldstein ist das einzige Barnower Opfer dieser dritten Gottesgeißel. Inzwischen hat der Sohn des Wundermannes das Geschäft des Vaters geerbt. Der neue Rabbi von Sadagóra nimmt die Danksagungen und Geschenke der begüterteren Barnower entgegen. Weil die Witwe des Totengräbers wirklich nichts schenken kann, sagt der Rabbi zu ihr, die neugeborene Lea wird nur darum leben, um dereinst ein Sühneopfer für alle Barnower Juden zu werden.

## Handlung
1863 sucht die vierte Cholerawelle Barnow heim. Die kleine Lea erkrankt. Ihre Mutter Miriam bittet den Rabbi von Barnow um den Segen für das Kind. Der Rabbi verweigert den erbetenen Spruch mit dem Hinweis auf die Worte des großen Rabbi von Sadagóra. Die Mutter erwidert: „Du lügst, Rabbi... ! Mein Kind wird nicht sterben! Gott ist weise, milde, gerecht, ... du und ihr alle, ihr seid es nicht!“ Neugierige Nachbarn schauen vorbei. Der Kurzbesuch hofft auf den Tod Leas und somit auf das Ende der Epidemie. Aber es kommt auch eine alte Frau, die helfen möchte. Diese, das Urbabele (Urgroßmutter) Sara, überredet die verzweifelte Mutter Miriam zu einem Besuch des großen Rabbi in Sadagóra. Nur er könne seinen Spruch zurücknehmen. Lea überlässt ihr Kind der Nachbarin, reist, kehrt aber bald um. Lea überlebt. Dazu resümiert Franzos, die Mutterliebe habe ihre heilende Kraft geübt. Und Wunder Gottes seien mächtiger als ein Spruch des Wunderrabbi.

## Ausgaben
- Das Kind der Sühne, S. 142–168 in: Die Juden von Barnow. Geschichten von Karl Emil Franzos. 11.–15. Auflage. Cotta’sche Verlagsbuchhandlung, Stuttgart 1920 (archive.org).
- Das Kind der Sühne. S. 69–95 in: Karl Emil Franzos: Das Kind der Sühne. Erzählungen. Illustrationen Gerhard Großmann. Mit einem Nachwort von Wolfgang Schütze. Buchverlag Der Morgen, Berlin 1965 (2. Aufl., verwendete Ausgabe)

In englischer Sprache
- The child of atonement, S. 139–171 (Übersetzer M. W. Macdowall) in: The Jews of Barnow. William Blackwood and sons, Edinburgh 1882 (archive.org).